# Keiko Komuro
Keiko Komuro (小室 桂子 Komuro Keiko?) (18 de agosto de 1972), conocida en público como KEIKO, es una cantante japonesa originaria de la ciudad de Usuki, en la Prefectura de Oita de Japón. Su nombre de soltera era originalmente Keiko Yamada (山田 圭子 Yamada Keiko?).
Keiko es la vocalista del popular grupo de música dance japonés globe desde 1995, y contrajo matrimonio con el también miembro de la banda Tetsuya Komuro el 22 de noviembre del 2002.

## Biografía
La joven nunca estuvo ligada profesionalmente a la música hasta que, por consejo de unos amigos que le decían que tenía una gran voz, asistió al casting EUROGROOVE NIGHT TALENT SEARCH, organizado por el productor y músico japonés Tetsuya Komuro con la finalidad de buscar un nuevo talento femenino para crearle una carrera profesional. La joven Keiko quedó como la elegida de Komuro, y junto a él mismo un modelo francés pero criado en Japón llamado Marc Panther formaron lo que finalmente sería una de las más grandes sensaciones de los años 90: la banda globe.
Pronto KEIKO pasó a ser la más popular de los integrantes de la banda, convirtiéndose también en ídolo de mitades de los años noventa. Desde su debut la imagen de la cantante ha cambiado radicalmente, y resulta casi imposible comparar su imagen en la actualidad (o en los últimos años), con la imagen que tenía al momento de su debut junto a globe. Su estilo también la ha hecho conseguir muchos seguidores, que la consideran una ícono de la moda. Desde su primera aparición por televisión en 1995 hasta 1998 conservó algo su color de pelo, pero sorprendió a todos tras cambiar de color a rubio, dentro de la época en que el tercer álbum de su banda, "Love again", salía al mercado. Pronto volvía a oscurecer su pelo, para en el 2000 dar sus primeros pasos como solista en el proyecto de globe featuring. Los tres integrantes de la banda lanzaron sencillos promocionales en solitario, pero el de KEIKO fue el que consiguió el mayor éxito, posicionándose en los primeros lugares de los sencillos más vendidos. El éxito conseguido incluso le dio la oportunidad de salir de gira en solitario ese mismo año, por algunas ciudades de Japón.
En el año 2001, mientras globe se hacía algo más bajo perfil, Keiko participó en una canción junto a la cantante Ayumi Hamasaki para el álbum de beneficencia song+nation, del cual sus ventas irían en ayuda de las víctimas de las Torres Gemelas. El tema, compuesto por su compañero de banda Tetsuya Komuro, más tarde también fue grabado exclusivamente por Keiko (como también hizo Hamasaki para uno de los álbumes), que fue acreditado como globe version. Después de que en el 2002 globe regresara de forma más activa a la industria con un nuevo estilo más ligado al trance, Keiko grabó una canción para Cyber X llamada "be true", para el la gama compilaciones de música electrónica japonesa Cyber Trance, que pertenece al sello Avex Trax. El 2003 lanza su primer trabajo en solitario bajo el proyecto globe KEIKO solo proyect, un sencillo/miniálbum llamado KCO (la pronunciación de Keiko en inglés), pero igualmente lanzado por el sello privado de su banda avex globe.

## Discografía

### Sencillos
- on the way to YOU / globe featuring KEIKO (29 de marzo de 2000)
- a song is born　/ AYUMI HAMASAKI & KEIKO (12 de diciembre de 2001)
- be true　/ Cyber X feat. KEIKO (25 de junio de 2003)
- KCO　/ KEIKO (10 de diciembre de 2003)

### Álbumes
- VARIOUS ARTISTS FEATURING songnation　/ Various Artists (23 de enero de 2002)
a song is born / AYUMI HAMASAKI & KEIKO
- Lif-e-Motions　/ TRF (15 de febrero de 2006)
EZ DO DANCE meets KEIKO

## Conciertos
- KEIKO solo tour 2000 ～on the way to YOU～ (2000)
- KEIKO'S BIRTHDAY LIVE 2000 (2000)
- KEIKO solo "blooming tour 2000" (2000)
- KEIKO'S BIRTHDAY PARTY (2001)
- KEIKO'S BIRTHDAY LIVE 2002 (2002)
- 2003 KEIKO'S BIRTHDAY LIVE featuring TK (2003)
- TOWER RECORDS PRESENTS KEIKO CHRISTMAS SPECIAL LIVE (2003)

## Libros
- Nobody Knows (21 de junio de 2003)

## Trivia
- La familia de los Yamada (los padres de Keiko) son dueños de un restaurante japonés llamado Yamada-ya.
- Keiko tiene dos perros, uno llamado Es y el otro Love.